# For all tid
For all tid (în românește Pentru totdeauna) este albumul de debut al formației Dimmu Borgir. Este singurul album de studio cu Shagrath ca baterist și Silenoz ca solist vocal.
Coperta este o gravură realizată de artistul francez Gustave Doré pentru cartea Idilele regelui de Alfred Tennyson.

## Lista pieselor
1. "Det nye riket" (Noul regat) - 04:59
2. "Under korpens vinger" (Sub aripile corbului) - 06:01
3. "Over bleknede blåner til dommedag" (Peste orizonturi palide spre ziua judecății) - 04:09
4. "Stien" (Calea) - 02:03
5. "Glittertind[2]" - 05:16
6. "For all tid" (Pentru totdeauna) - 05:52
7. "Hunnerkongens sorgsvarte ferd over steppene" (Trista și neagra călătorie a regelui hunilor prin stepă) - 03:26
8. "Raabjørn speiler draugheimens skodde" (Raabjørn[3] oglindește corabia fantomă prin ceață) - 05:05
9. "Den gjemte sannhets hersker" (Stăpânul adevărului ascuns) - 06:22

### Piesele bonus incluse pe ediția remasterizată din 1997
1. "Inn i evighetens mørke (Part I)" (În eternul întuneric (Partea I)) - 05:25
2. "Inn i evighetens mørke (Part II)" (În eternul întuneric (Partea II)) - 02:09

## Personal
- Shagrath - baterie
- Silenoz - vocal, chitară ritmică
- Tjodalv - chitară
- Brynjard Tristan - chitară bas
- Stian Aarstad - sintetizator (sesiune)